# 정종준
정종준(鄭鍾準, 1956년 3월 3일~)은 대한민국의 배우이다. 1977년 연극배우 첫 데뷔하였으며 1979년 KBS 7기 공채 탤런트로 데뷔하였다.

## 학력
- 고려고등학교
- 중앙대학교 연극영화학과

## 출연작

### 드라마
- 1982년 KBS1 《풍운》
- 1982년 KBS1 《그 여름의 이틀》
- 1983년 KBS1 《어머님 날 낳으시고》
- 1983년 KBS1 《개국 》
- 1983년 KBS1 《TV문학관 꿈》
- 1984년 KBS1 《독립문》
- 1985년 KBS1 《TV문학관 너무 큰 나무》
- 1985년 KBS1 《황토》
- 1986년 KBS2 《임이여 임일레라》 ... 천영택 역
- 1987년 KBS2 《TV손자병법》 ... 관우 역
- 1990년 KBS1 《추천석뎐》
- 1991년 MBC 《화개장터》
- 1991년 KBS1 《춘보뎐》
- 1991년 KBS1 《열녀, 지옥에 떨어지다》
- 1992년 KBS 《TV문예극장 월광》
- 1994년 KBS2 《무당》
- 1994년 KBS1 《춘향전》
- 1995년 KBS2 《또 하나의 시작》 ... 김철호 역
- 1995년 SBS 《옥이 이모》 ... 박달수 선생 역
- 1995년 SBS 《코리아게이트》 ... 전두환 장군 역
- 1996년 EBS 《까치 까치 설날은》 ... 장재훈 역
- 1996년 SBS 《엄마는 못말려》 ... 도의원 지망생 역
- 1996년 SBS 《오장군》
- 1996년 KBS 《머나먼 나라》 ... 황재벌 역
- 1996년 KBS 《드라마게임 아주 특별한 선물》 ... 형사과장 역
- 1998년 KBS 《목마들의 언덕》 ... 상두의 아버지 역
- 1998년 KBS 《거짓말》 ... 임과장 역
- 1998년 MBC 《적과의 동거》 ... 진남 역
- 1998년 SBS 《7인의 신부》 ... 장비 역
- 1998년 KBS 《은아의 뜰》
- 1999년 KBS 《사람의 집》
- 1999년 KBS 《TV문학관 새》 ... 트럭운전사 정씨 역
- 1999년 KBS 《누룽지 선생과 감자 일곱개》 ... 강득수 역
- 2000년 SBS 《줄리엣의 남자》 ... 삼송백화점 기획조정실장 김충선 역
- 2001년 KBS 《학교 4》 ... 박영춘 역
- 2002년 MBC 《그 햇살이 나에게》
- 2002~2003년 SBS 《야인시대》 ... 정대발 역
- 2003년 MBC 《위풍당당 그녀》 ... 공장장 역
- 2004년 SBS 《토지》 ... 강포수 역
- 2004년 KBS 《해신》 ... 재당 신라인 상인 역
- 2005년 SBS 《봄날》
- 2005년 MBC 《달콤한 스파이》
- 2006년 평화방송 《성 김대건》
- 2007년 KBS 《드라마시티 - 연꽃 피던 날》 ... 대경스님 역
- 2008년 평화방송 《땀의 순교자 탁덕 최양업》 ... 못된 양반 역
- 2009년 OBS 《형사수첩》
- 2009년 KBS 《아이리스》
- 2010년 KBS 《거상 김만덕》 ... 무맹달 역
- 2010년 MBC 《누나의 3월》
- 2010년 EBS 《마주보며 웃어》
- 2012년 채널A 《불후의 명작》 ... 만재 아제 역
- 2014년 JTBC 《유나의 거리》 ... 장노인 역
- 2013년 KBS  《일말의 순정》 ... 정우성의 장인 역
- 2015년 JTBC 《라스트》 ... 조구선 회장 역
- 2016년 MBC 《불어라 미풍아》 ... 조억만 역
- 2019년 SBS 《빅이슈》 ... 백회장 역
- 2019년 KBS2 《국민 여러분!》

### 예능
- 1998년 KBS2 《코미디 세상만사》(옥상만가)

### 영화
- 1974년 《나의 인생 고백》
- 1988년 《삼박골 보리밭》 ... 쌀봉 역
- 1989년 《달콤한 신부들》 ... 박재수 역
- 2005년 《그때 그사람들》 ... 육군참모총장 역
- 2010년 《아이리스: 더 무비》
- 2018년 《암수살인》 ... 형사과장 역
- 2019년 《생일》 ... 작은아버지 역
- 2019년 《장사리: 잊혀진 영웅들》 ... 노인만득 역
- 2024년 《소방관》 ... 슈퍼 주인 역 (특별출연)
- 2024년 《보고타: 마지막 기회의 땅》 ... 닥터 홍 역

### 연극
- 1992년 《트로이의 여인들》
- 1993년 뮤지컬 《레 미제라블》 ... 장발장 역
- 1995년 뮤지컬 《우리집 식구는 아무도 못말려》
- 1997년 악극 《이수일과 심순애》
- 2007년~2008년 《늙은 부부 이야기》
- 2009년 《박통노통》

### CF
- 1989년 종근당 제스탄
- 1995년 롯데제과 치즈 빼빼로
- 1995년 한국야쿠르트유업 팔도 진국 설렁탕면
- 1998년 농심 스파게티 누룽지 (feat. 이찬호)

## 홍보대사
- 2010년 관동별곡 8백리 문화축전 홍보대사
- 2013년 사랑의 빛 홍보대사

## 수상
- 1995년 SBS 연기대상 인기상 《옥이 이모》
- 1996년 제32회 백상예술대상 인기상